# Croton luteovirens
Croton luteovirens là một loài thực vật có hoa trong họ Đại kích. Loài này được Wooton & Standl. mô tả khoa học đầu tiên năm 1913.